# منتخب مولدافيا لكرة القاعدة
منتخب مولدافيا لكرة القاعدة هو ممثل مولدوفا الرسمي في المنافسات الدولية في كرة القاعدة
.